# Edelsitz Geboltskirchen
Der abgegangene Edelsitz Geboltskirchen stand in der Gemeinde Geboltskirchen im Bezirk Grieskirchen in Oberösterreich.

## Geschichte
Das Adelsgeschlecht der Geboltskirchener wird nur einmal in einer zwischen 1150 und 1180 zu datierenden Urkunde („Codex Traditionum Monasterii Reicherbergensis“) des Stiftes Reichersberg genannt, und zwar wird dabei ein Gunther de Gerbrulteskirch als Zeuge bei einer Schenkung erwähnt. Dieser Nachfahre des Gerbolt, der hier auch die erste Kirche gründete, durfte den Ansitz in Geboltskirchen zuerst innegehabt haben.

Wappen der Zärtl

Zwischen 1200 und 1400 fehlen jegliche urkundliche Hinweise auf den Ansitz. 1455 wurde er an die Familie der Zärtls weitergegeben. Von den Zärtels wird 1448 in einer Lambacher Urkunde zuerst ein „edler und weyser Wolfgang Czertel“ genannt. 1470 nennt er sich der „edel und weyse Wolfgang Czertel zu Gebolczkirchen“. Das Wappen der Zärtls hat Eingang in das Gemeindewappen von Geboltskirchen gefunden. Von 1472 stammt ein Ehevertrag zwischen ihm und seiner Frau Agnes, Tochter des Ambros Haunberger, der seinerseits Pfleger auf der Wartenberg war. Wolfgang Zärtel hatte aus erster Ehe die Söhne Siegmund und Hans. 1477 wurde der Besitz in Geboltskirchen dem Hans I. gegeben. Ein Hans II. Zärtel war Hofrichter in Lambach, dann (1493–1497) hatte er das Amt eines Stadtrichter in Eferding inne. Hans II. hatte fünf Söhne (Joachim, Leonhard, Benedikt, Alexander und Sebastian), denen nach seinem Tod († 1535) das Erbe zu gleichen Teilen zufiel. Von diesen gelang es Sebastian die Anteile seiner Brüder zu erwerben, was allerdings zu einer hohen Verschuldung führte. So musste der Sitz Geboltskirchen 1566 verkauft werden. Er kam dann an Wilhalbman Reisinger, Pfleger von Württing.
Acht Jahre später, vermutlich nach dem Tod des Reisingers, kam der Sitz an Wolfgang V. Jörger. Dieser hat den bereits herunter gekommenen und immer noch hölzernen Ansitz renovieren lassen, wie aus verschiedenen Rechnungen hervorgeht. Dieser Jörger hatte im Bereich von Geboltskirchen auch Polzing erworben und auch sonst eine Reihe von Gütern und Zehente in der Gemeinde. Er nennt sich sogar „von Geboltskirchen“. Nach dem Tod des Wolfgang Jögers († 1613) ging der Besitz an Köppach, er dürfte dann aber von keinem der Nachkommen des Wolfgang Jörger mehr bewohnt worden sein un begann deshalb zu verfallen. Zudem sind die Jörger wegen ihres protestantischen Glaubens nach 1626 arg in Bedrängnis geraten und haben ihre Besitzungen verloren.

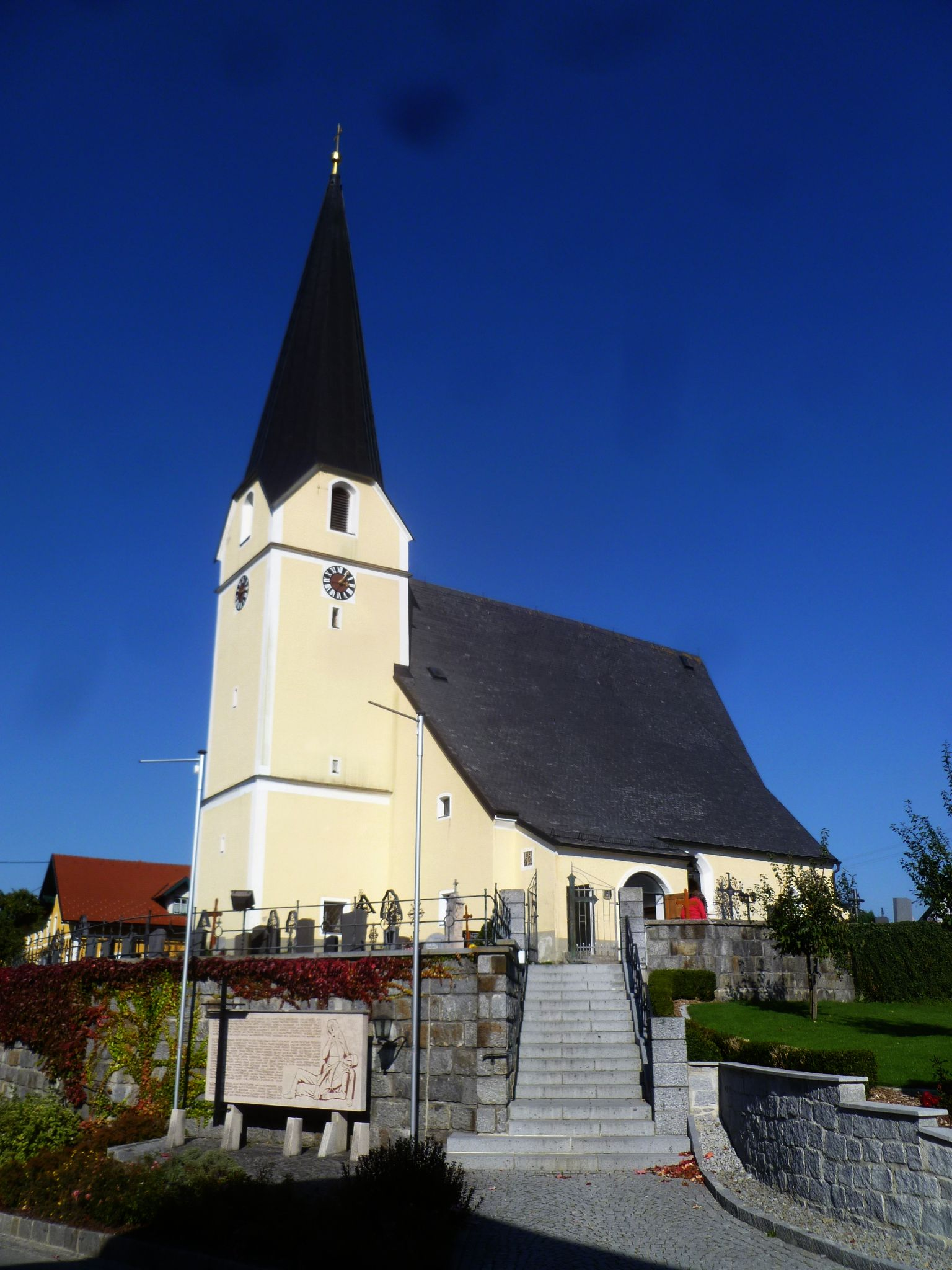
Kath. Pfarrkirche hl. auf dem Schlosshügel von Geboltskirchen

## Lage und Bau des Sitzes
In der Volksüberlieferung wird behauptet, dass der erste Sitz (das sogenannte Schloss) an der Stelle der Kirche in Geboltskirchen gestanden habe. Da die Kirche auf einem kleinen aufgeschütteten Hügel errichtet wurde, scheint dies nicht ganz unwahrscheinlich zu sein. Dieser erste Bau war aus Holz und von einem Graben umgeben. Später wurde das Schloss (vermutlich ein sogenanntes „Hochhaus“) auf eine Insel in einem Teich etwas weiter westlich verlegt. Der zugehörige Meierhof war der auch heute noch so genannte Hofbauer, in der Nähe war auch die Hoftaverne (das Lederergasthaus). Der Schlossteich wurde 1970 zugeschüttet.